# Kuřinka obroubená

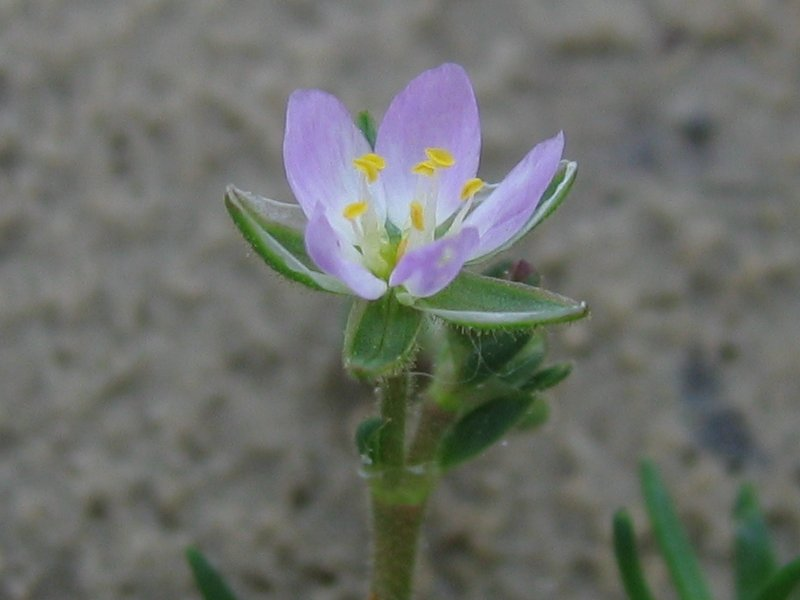
Květ kuřinky obroubené

Kuřinka obroubená (Spergularia media) je slanomilná a vlhkomilná rostlina nízkého vzrůstu vyskytující se v České republice jen vzácně.

## Rozšíření, ohrožení
Druh je rozšířen na mořském písčitém pobřeží Evropy od Baltského přes Středozemní až po Černé moře. Ve Střední Evropě se vyskytuje jen řídce, mimo ČR ještě v Německu, Rakousku a Slovensku a dříve i v Polsku. Roste převážně v nížinách kde obsazuje různá vlhká slaniska, jako např. chabě zapojené zamokřené slané louky, okraje bahnitých rybníků nebo vývěrů minerálních pramenů. Mimo Evropu je kuřinka obroubená domovem ve Střední a Jihozápadní Asii, zavlečena byla do Jižní Afriky, Severní a Jižní Ameriky i Austrálie a na Nový Zéland.
V České republice v minulosti vyrůstala na několika místech na jižní Moravě, v severozápadních Čechách i na Ostravsku. V současnosti zůstala jen na málo lokalitách na jihu Moravy, pravděpodobně jen na slaniscích Dobré Pole, Novosedly a Nesyt. Roste v halofilních společenstvech svazů Cypero–Spergularion salinae, Puccinelion limosae a Thero–Salicornion strictae.
Slaniska postupně z naší přírody mizí a s nimi se vytrácejí i rostliny které jsou na těchto ustupujících biotopech životně závislé. Proto byla kuřinka obroubená vyhláškou MŽP ČR č. 395/1992 Sb. a „Černým a červeným seznamem cévnatých rostlin České republiky r. 2000“ vyhlášena za kriticky ohrožený druh.

## Popis
Převážně vytrvalé rostliny s lodyhami vzpřímenými, vystoupavými nebo poléhavými o délkách 10 až 30 cm. Lodyhy vyrůstající ze ztlustlého, zdřevnatělého kořene jsou již od báze větvené a bývají lysé nebo v horní části žláznatě chlupaté. Z uzlin vstřícně nebo v chudých svazečcích vyrůstají neřapíkaté, dužnaté, na průřezu oblé, čárkovité, na koncích zašpičatělé listy dlouhé 0,5 až 4 cm. Vytrvalé suchomázdřité palisty deltovitého tvaru, obvykle na koncích hrotité dorůstají do 2,5 až 6 mm.
Pětičetné oboupohlavné květy vyrůstají většinou osamoceně na silně chlupatých stopkách měřících 6 až 14 mm. U báze srostlé ochlupené lístky kalichu jsou 4 až 6 mm dlouhé a mají lem 0,1 až 0,5 mm široký, jsou tvaru vejčitého až kopinatého a konce mají tupé nebo špičaté. Eliptické, bílé až světle růžové lístky koruny jsou 2,5 až 5 mm dlouhé. V květu je tyčinek většinou 9 až 10, někdy ale není žádná fertilní. Pestík je vytvořen ze tří plodolistů, jeho svrchní semeník má tři čnělky o délkách do 1 mm.
Rostliny vykvétají od července až do října, ve většině případů zde dochází k samoopylení (asi v 85 %). Květ je více uzpůsoben pro opylení hmyzem, blizny dozrávají až po rozkvětu a je v něm dostatek nektaru. Kuřinka obroubená je diploidní rostlina (2n = 18).
Plod je vejčitá tobolka 4,5 až 8 mm otevírající se třemi chlopněmi. Obsahuje tmavě hnědá čočkovitá semena velká 0,5 až 1,5 mm obvykle dvojího tvaru. Některá mají po obvodě lem (křídlo) široký až 0,5 mm, jiná jsou bezkřídlá. Rostlina se rozmnožuje výhradně semeny která se rozšiřují do okolí vodou, zvířaty nebo lidskou činností.

## Taxonomie
Pojmenování kuřinky obroubené se časem vyvíjí, v dnešní době se vědci přiklánějí ke dvěma vědeckým jménům Spergularia maritima nebo Spergularia media s tím, že to druhé je pokládáno za objektivní synonymum. Odlišná pojmenování než uvádějí čeští autoři jsou např. na stránkách:
[nedostupný zdroj], , ,  Archivováno 7. 4. 2011 na Wayback Machine..